# Улица Садовая Слобода
У́лица Садо́вая Слобода́  — улица в районе Нагатинский Затон Южного административного округа города Москвы. Идёт от проспекта Андропова.

## Транспорт
Метро «Коломенская», «Каширская», автобусы 220, 299. 608, 901, т67 (остановка "Музей "Коломенское")

## Здания и сооружения

### Нечетная сторона
- 5
- 29
- 31
- 33а

### Четная сторона
- 4